# Петриола (Терамо)
Петриола (итал. Petriola) је насеље у Италији у округу Терамо, региону Абруцо.
Према процени из 2011. у насељу је живело 70 становника. Насеље се налази на надморској висини од 198 м.